# Halecou
Halecou (Alecou) ist eine osttimoresische Aldeia im Suco Ritabou (Verwaltungsamt Maliana, Gemeinde Bobonaro). 2015 lebten in der Aldeia 677 Menschen.

## Geographie
Halecou liegt im Nordwesten des Sucos Ritabou. Südöstlich liegt die Aldeia Cor Luli und nordöstlich die Aldeia Moleana. Im Nordwesten grenzt Halecou, jenseits des Flusses Nunura, an die Sucos Hataz und Leolima. Am Ufer des Nunuras befinden sich die beiden Dörfer Halecou Baru (Alecou Baru, deutsch „Neu-Halecou“) und Halecou Lana (Alecou Lana, Alecou Lama, deutsch „Alt-Halecou“). Im Norden der Aldeia fällt das Land zu einer Ebene am Fluss herab.
In Halecou Baru stehen eine Kapelle und eine Grundschule.

## Politik
2023 wurde Agostinho T. M. S. de Araujo zum Chefe de Aldeia gewählt.